# Sympherta habermehli
Sympherta habermehli là một loài tò vò trong họ Ichneumonidae.